# Adelaida de Vermandois
Adelaida IV de Vermandois (1062-circa 1122) fue condesa de Vermandois desde 1045 y condesa de Valois desde 1085 hasta 1101, junto con su primer marido, Hugo el Grande, luego fue condesa consorte de Clermont-en-Beauvaisis, desde 1103 hasta su muerte.

## Orígenes
Adelaida, según el De Genus Comitum Flandrensium, Notæ Parisienses era hija del conde de Vermandois y Valois, Herberto IV y su esposa, Adelaida del Vexim o di Valois, quien según la Chronica Albrici Monachi Trium Fontium era hija de Rodolfo IV de Vexin y Adela de Bar-sur-Aube.
Herberto IV de Vermandois, según el documento n° 30 de The cartulary and charter of Notre-Dame of Homblières era hijo del Conde de Vermandois, Otón I y de Pavía, cuyos antepasados eran desconocidos,[4].

## Biografía
En 1075, el rey de Francia, Felipe I, había comenzado a expropiar las posesiones del joven conde de Vexin y Valois, Simón, que era hermano de Adelaida de Vexim, la madre de Adelaida, quien durante dos años, trató de resistir, luchando, pero en 1077, después de ser privado del Vexin, Simón, tuvo que pedir la paz, y se retiró a la vida monástica, dejando el condado de Valois, a su hermana, Adelaida y su esposo, Herberto IV de Vermandois, los padres de Adelaida, con quien estaba casada en ese momento Hugo el Grande, quien según el Acto 10 de Hugonis Floriacensis, Liber qui Modernorum Regum Francorum continet era el tercer hijo del rey de Francia, Enrique I, y de Ana de Kiev, que era hija de Jaroslav I el sabio soberano de la Rus de Kiev.
Su padre, Herberto IV, murió en 1080 y, en los condados de Vermandois y Valois, fue sucedido por su hijo, el hermano de Adelaide, Eudes I conocido como el Insensato, quien según el De Genus Comitum Flandrensium, Notæ Parisienses era (Odoni fatuo) necio.
Después de la destitución de su hermano Eudes, lo sucedío Adelaida, poniendo el condado como dote de bodas a su esposo, Hugo el Grande.
En 1096, su marido, Hugo el Grande, se unió a los cruzados, que partían hacia Tierra Santa, al frente del contingente francés: de hecho, el cronista Guillermo, arzobispo de la ciudad de Tiro, en el actual Líbano, en el capítulo XVII de su Historia rerum in partibus transmarinis gestarum, lo enumera (dominus Hugo Magnus, domini Philippi Francorum regis frater) entre los personajes más importantes que partieron para la primera cruzada, entre ellos, Roberto II de Flandes, Roberto II de Normandía (dominus Robertus, viene Flandrensium; dominus item Robertus, viene Normannorum, domini Willelmi Anglorum regis filius), Raimundo IV de Tolosa (dominus Raimundus, viene Tolosanus et Sancti Aegidii) los hermanos, Godofredo de Bouillon, Balduino y Eustaquio (Godefridus, Lotiae dux, et cum eo fratres ejus, dominus videlicet Balduinus, et dominus Eustachius), y muchos otros.
El cronista de la Primera Cruzada, Alberto, canónigo y custodio de la iglesia de Aquisgrán, en su HISTORIA HIEROSOLYMITANAE EXPEDITIONIS, narra que el emperador bizantino, Alejo I Comneno, hizo encarcelar a Hugo el Grande y a otros francos y los liberó tras la intervención de otros cruzados.
Hugo se comportó valientemente durante el asedio de Antioquía.
En 1098, fue enviado a Constantinopla para pedir ayuda a Alejo I, pero al obtener una negativa, nunca regresó a Antioquía y regresó a Francia.
Hugo el Grande, en 1101 organizó un ejército, con Guillermo IX de Aquitania, Eudes I de Borgoña (que junto con Hugo no había cumplido el voto de participar en la cruzada) y Guelfo IV de Baviera. Este ejército, que había sido culpable de saqueos al atravesar el territorio bizantino, llegó a Constantinopla, dividido en dos columnas; La columna de Hugo, fue atacada y destruida en una emboscada por Kilij Arslan, donde Hugo resultó herido. Los supervivientes llegaron a Tarso, en Cilicia, donde Hugo de Vermandois murió a causa de las heridas el 18 de agosto.
Adelaida, viuda, se volvió a casar con Renaud II, conde de Clermont, hijo de Hugo I y Margarita di Roucy.
En 1114, Adelaida, según el Cartulaire de l'Abbaye de Saint Corneille de Compiègne 877-1216, junto con sus hijos hizo dos donaciones:
el primero, documento n° XXXIV, junto con sus hijos, Rodolfo, Enrico y Simón en el monasterio de Saint Corneille en Compiègne.
el segundo, documento n° XXXV, junto con sus hijos, Rodolfo y Enrico, siempre en el monasterio de Santa Corneille en Compiègne.
En 1117, el rey de Francia, Luis VI el Gordo, le devolvió el condado de Amiens, que le había sido arrebatado a su tío Simón.
Con la muerte de Adelaida, ocurrida hacia 1122 o 1125, la dinastía carolingia se extinguió definitivamente.

## Descendencia
Del matrimonio entre Adelaida y Hugo el Grande nacieron:
1. Mahaut, Matilde o Maud, 1080-1130), se casó en 1090 con Raúl I de Beaugency (1068-1113)
2. Isabel de Vermandois, condesa de Leicester (1081-1131), casada con Robert de Beaumont, I conde de Leicester, y luego con William de Warenne, II conde de Surrey;
3. Beatriz (1082 - después de 1144), se casó con Hugo III de Gournay
4. Raúl I de Vermandois (1085 - 14 de octubre de 1152)
5. Constanza (1086, fecha de la muerte desconocida), se casó con Godofredo de la Ferté-Gaucher
6. Inés (1090-1125), se casó con Bonifacio de Savona-Vasto
7. Enrique (1091-1130), señor de Chaumont-en-Vexin, que fue asesinado en una batalla con Tomás de Marle;
8. Simón de Vermandois (1093-1148), obispo de Noyon;
9. Guillermo (c. 1094 - c. 1096), tal vez Guillermo de Vermandois, casado con Isabel, hija ilegítima del rey Luis VI de Francia.

Del matrimonio con Renaud:
- Margarita de Clermont Beauvaisis